# Collado Hermoso
Collado Hermoso est une commune de la province de Ségovie dans la communauté autonome de Castille-et-León en Espagne.

## Sites et patrimoine
- Abbaye de Sotos Albos (en espagnol Monasterio de Santa María de la Sierra)

Abbaye de Sotos Albos
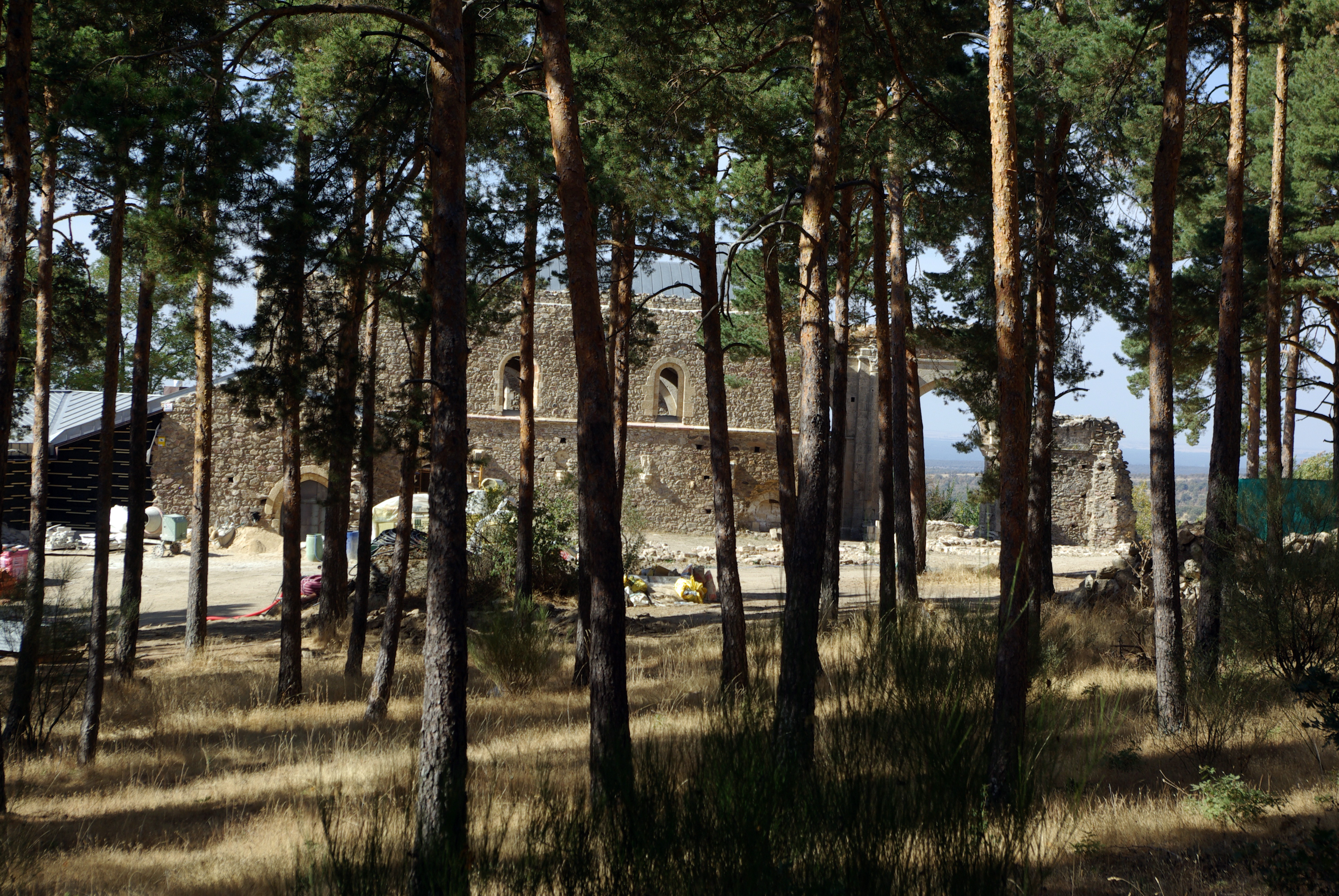
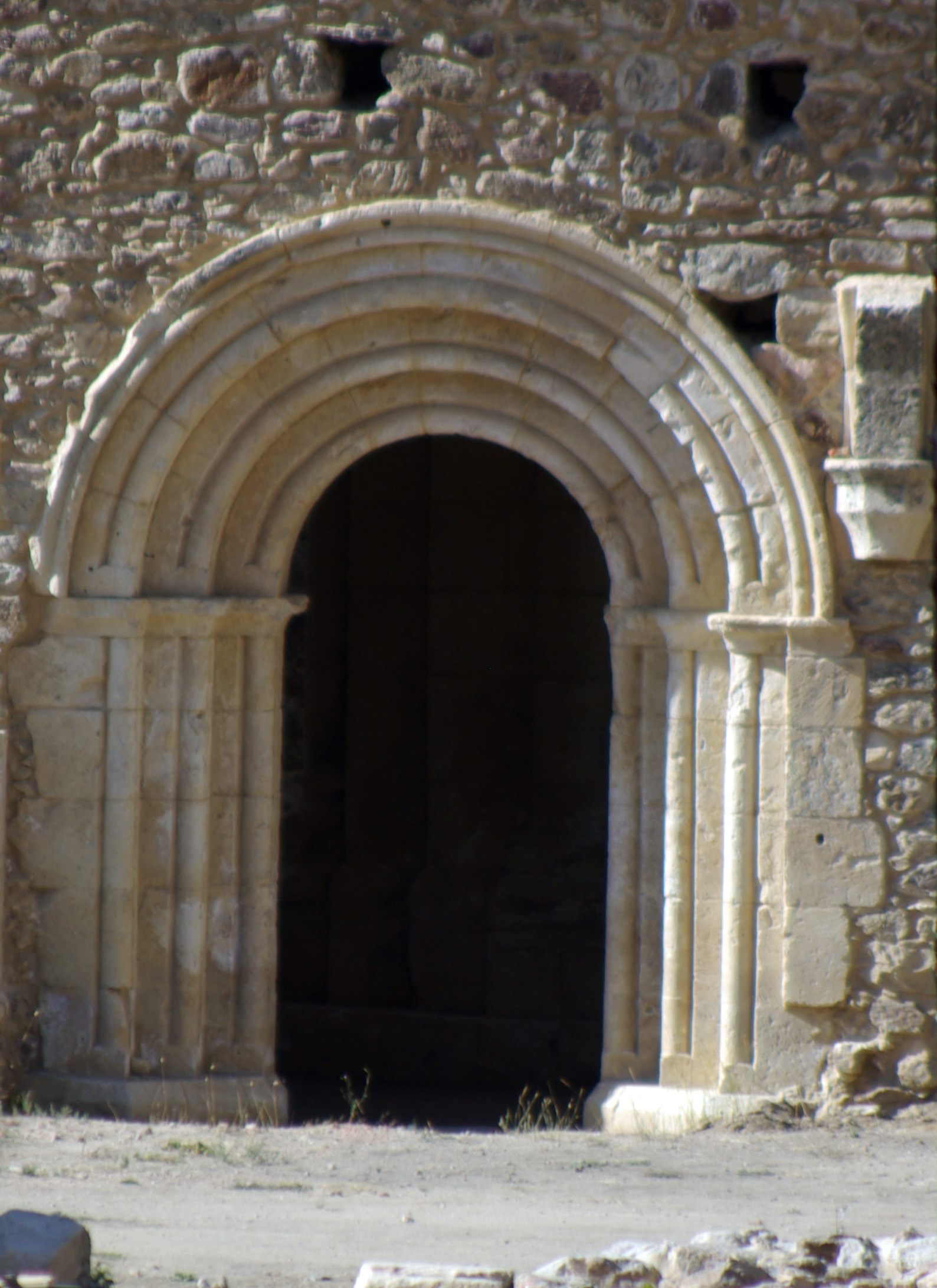